# Vellottamparappu
Vellottamparappu is een panchayatdorp in het district Erode van de Indiase staat Tamil Nadu. 

## Demografie
Volgens de Indiase volkstelling van 2001 wonen er 8.129 mensen in Vellottamparappu, waarvan 50% mannelijk en 50% vrouwelijk is. De plaats heeft een alfabetiseringsgraad van 64%.